# Commission de l'océan Indien
Pour les articles homonymes, voir COI.
La Commission de l'océan Indien (COI) est une organisation intergouvernementale créée en 1982 à Port-Louis (île Maurice) et institutionnalisée en 1984 par l'accord de Victoria (Seychelles). Elle réunit cinq pays insulaires de l'océan Indien occidental : les Comores, la France (au titre de La Réunion), Madagascar, Maurice et les Seychelles.
Seule organisation régionale d’Afrique composée exclusivement d’îles, elle défend les spécificités de ses États membres sur les scènes continentale et internationale. En effet, les États insulaires sont particulièrement vulnérables aux chocs externes, qu’ils soient économiques et financiers, climatiques et écologiques, alimentaires et énergétiques. La COI a donc pour mission de fédérer les forces, de mutualiser les moyens, de sensibiliser aux défis particuliers des îles en développement ou encore de promouvoir le Sud-Ouest de l'océan Indien, cette région d’une diversité humaine, culturelle et naturelle unique.
La COI donne corps à la solidarité régionale grâce au soutien actif d’une dizaine de partenaires internationaux qui financent et appuient ses projets de coopération.

## Historique
La COI est créée en 1982 à Port-Louis par les ministres des Affaires étrangères de Maurice, de Madagascar et des Seychelles.
En 1984, l'Accord général de coopération signé à Victoria (Seychelles), institutionnalise l'organisation.
En 1986, les Comores et la France, au titre de La Réunion, intègrent l'organisation.
En 1989, la COI est dotée d’un secrétariat général. Le siège de la COI est situé à Maurice. 

### Développement
Dès le début des années 1990, la COI met en œuvre des projets de coopération en matière de gestion et de préservation de l'environnement avec le soutien de l'Union européenne et de la coopération française. Au fil des projets, la COI acquiert une expertise reconnue dans les domaines de la gestion des milieux marins et côtiers, des pêches ou encore de la préservation de la biodiversité.
Au début des années 2000, la COI porte un plaidoyer constant en faveur des besoins spécifiques des îles en développement, notamment dans les conférences organisées par les Nations unies.
En septembre 2005, la COI demande le statut d'observateur auprès de l'Assemblée générale des Nations unies.
En 2016, la république populaire de Chine devient le premier membre observateur de l'organisation. Elle est suivie en 2017 par l'Organisation internationale de la francophonie, l'Ordre souverain de Malte et l'Union européenne.
En 2018, la COI prend la présidence du Groupe de contact sur la piraterie au large des côtes somaliennes (CGPCS) pour une période de deux ans. En 2020, le Kenya prend la présidence,. Toutefois, la COI continue d’officier en tant que secrétariat du CGPCS. 
En 2019, lors d’une retraite ministérielle à Moroni (Comores), la déclaration de Moroni sur l’avenir de la COI est adoptée. Ce texte porte sur la modernisation de la COI.
Lors du 34e Conseil des ministres du 6 mars 2020 aux Seychelles, l’accord de Victoria, texte fondateur de la COI, est révisé.
En 2020, l'Inde, le Japon et l'Organisation des Nations unies accèdent au statut de membre observateur.
Le portefeuille de projets de la COI s'est considérablement élargi : stabilité politique, santé publique, genre, mobilité, entrepreneuriat, infrastructures, connectivité régionale (numérique, aérienne, maritime), négociations commerciales, sécurité maritime, sécurité alimentaire et développement agricole, pêche et surveillance des pêches, lutte contre le changement climatique, gestion durable des zones côtières, gestion des déchets, utilisation des techniques d'observation de la terre pour le suivi de l'environnement, énergies renouvelables, culture…
La COI compte une dizaine de partenaires techniques et financiers au premier rang desquels l'Union européenne et l'Agence française de développement.
En avril 2025, le président français Emmanuel Macron a demandé l’intégration du département français de Mayotte, dans la Commission de l’océan Indien, et plaidant pour une « approche pragmatique », avec les Comores.

### Identité visuelle (logo)

Logotype de l'organisme jusqu'en 2012.
Logo depuis décembre 2012.

## Membres

### États membres
| Pays                            | Année d'intégration |
| ------------------------------- | ------------------- |
| Comores                         | 1986                |
| France (au titre de La Réunion) | 1986                |
| Madagascar                      | 1982                |
| Maurice                         | 1982                |
| Seychelles                      | 1982                |

Mayotte n'est pas membre de la COI

### Membres observateurs
| Membre                                         | Année d'adhésion |
| ---------------------------------------------- | ---------------- |
| République populaire de Chine                  | 2016             |
| Ordre souverain de Malte                       | 2017             |
| Organisation internationale de la Francophonie | 2017             |
| Union européenne                               | 2017             |
| Inde                                           | 2020             |
| Japon                                          | 2020             |
| Organisation des Nations unies                 | 2020             |

## Fonctionnement et instances
La COI est au service de ses États membres.

### Instances
Le Conseil des ministres (composé des ministres des Affaires étrangères des pays membres) donne l’orientation stratégique et politique de la Commission. C’est l’instance décisionnelle suprême de l’organisation. La présidence du Conseil des ministres de la COI est annuelle et tournante (par ordre alphabétique des pays membres).
Le comité des OPL (composé de hauts fonctionnaires des États membres) est chargé du suivi de l’exécution de ces décisions. 
Le Secrétariat général, basé à Ébène (Maurice), est chargé de mettre en œuvre les décisions des instances décisionnelles. Il élabore et pilote des projets de coopération. Il est responsable de la mobilisation des ressources auprès de la communauté des bailleurs. 
L’Accord de Victoria révisé (2020) fait du Sommet des chefs d’État et de gouvernement un organe statutaire de l’organisation. Le Sommet de la COI sera dorénavant organisé tous les cinq ans pour fixer la cap stratégique et politique de l’organisation.

### Secrétaires généraux
| Pays | Image | Nom                              | Début du mandat | Fin du mandat   | Durée du mandat            |
| ---- | ----- | -------------------------------- | --------------- | --------------- | -------------------------- |
|      |       | Edgard Razafindravahy            | 16 juillet 2024 | En cours        | 9 mois et 11 jours         |
|      |       | Vêlayoudom Marimoutou            | 16 juillet 2020 | 15 juillet 2024 | 3 ans, 11 mois et 29 jours |
|      |       | Hamadi Madi Boléro               | 13 juillet 2016 | 16 juillet 2020 | 4 ans et 3 jours           |
|      |       | Jean Claude de l'Estrac          | 12 juillet 2012 | 13 juillet 2016 | 4 ans et 1 jour            |
|      |       | Callixte d'Offay                 | 15 juillet 2008 | 12 juillet 2012 | 3 ans, 11 mois et 27 jours |
|      |       | Monique Andreas Esoavelomandroso | 5 juillet 2004  | 15 juillet 2008 | 4 ans et 10 jours          |
|      |       | Wilfrid Bertile                  | 12 juillet 2001 | 5 juillet 2004  | 2 ans, 11 mois et 23 jours |
|      |       | Caabi El-Yachroutu Mohamed       | 5 juillet 1997  | 12 juillet 2001 | 4 ans et 7 jours           |
|      |       | Jérémie Bonnelame                | 5 juillet 1993  | 5 juillet 1997  | 4 ans                      |
|      |       | Henri Rasolondraibe              | 5 juin 1989     | 5 juillet 1993  | 4 ans et 1 mois            |

## Sommets
|     | Dates         | Pays                | Lieu         | Comores             | France              | Madagascar               | Maurice          | Seychelles         |
| --- | ------------- | ------------------- | ------------ | ------------------- | ------------------- | ------------------------ | ---------------- | ------------------ |
| 1er | mars 1991     | Madagascar          | Antananarivo | Saïd Mohamed Djohar | François Mitterrand | Didier Ratsiraka         | Anerood Jugnauth | France-Albert René |
| 2e  | décembre 1999 | France (La Réunion) | Saint-Denis  | Azali Assoumani     | Jacques Chirac      | Didier Ratsiraka         | Navin Ramgoolam  | France-Albert René |
| 3e  | juillet 2005  | Madagascar          | Antananarivo | Azali Assoumani     | Jacques Chirac      | Marc Ravalomanana        | Navin Ramgoolam  | France-Albert René |
| 4e  | août 2014     | Comores             | Moroni       | Ikililou Dhoinine   | François Hollande   | Hery Rajaonarimampianina | Navin Ramgoolam  | James Michel       |
| 5e  | 24 avril 2025 | Madagascar          | Ivato        | Azali Assoumani     | Emmanuel Macron     | Andry Rajoelina          | Navin Ramgoolam  | Wavel Ramkalawan   |

## Objectifs et champs d'actions
En tant qu’organisation intergouvernementale de coopération, la Commission de l’océan Indien agit en faveur de la paix et de la stabilité, de la sécurité maritime, de la sécurité alimentaire, de la préservation de l’environnement, des pêches, de l’adaptation au changement climatique, des intérêts des États insulaires en développement, de la santé publique ou encore de l’expression culturelle.
Son action est ainsi en phase avec les cadres internationaux dont sont signataires ses États membres comme l’Agenda mondial pour le développement durable à l’horizon 2030 ou encore l’Accord mondial sur le climat, entre autres.
En 2020, la COI met en œuvre 14 projets de coopération. Sur la période 2020-2025, elle gérera un budget total de projets de 130 millions d'euros environ.

### Plan de développement stratégique
En 2013, la Commission de l’océan Indien s’est dotée pour la première fois d’un Plan de développement stratégique. Un nouveau Plan de développement stratégique (2018-2021) a été adopté lors du 33ème Conseil des ministres en septembre 2018. Ce document permet de prioriser les actions de la COI.  
En 2023, lors du 37ème Conseil des ministres, un nouveau Plan de développement stratégique a été adopté, couvrant la période 2023-2033. 

### Accréditation au Fonds vert pour le climat
En 2023, la Commission de l’océan Indien obtient son accréditation auprès du Fonds vert pour le climat.  Cette accréditation au Fonds vert pour le climat positionne la COI comme un leader dans l’accompagnement de ses États membres pour atteindre leurs objectifs climatiques.  

### Activités récentes

#### Sécurité maritime
En 2018, deux accords ont été signés dans le cadre du Programme MASE, financé par l’UE. Ces accords ont été signés par l’union des Comores, Djibouti, Madagascar, Maurice et Seychelles en avril 2018 lors de la Conférence ministérielle sur la sécurité maritime. En novembre 2018, la France et le Kenya signent ces accords lors de la Conférence sur l’économie bleue au Kenya.
En résulte la création du Centre régional de fusion d’information maritime (CRFIM), basé à Madagascar, et du Centre régional de coordination des opérations (CRCO), basé aux Seychelles.

#### Connectivité régionale
En 2020, le câble sous-marin METISS est déployé. Il s’agit d’un câble visant à relier par fibre optique Madagascar, Maurice, La Réunion et l'Afrique du Sud. Il s’agit d’un projet initié par la COI et porté par six opérateurs privés des télécommunications. 

#### Énergies renouvelables
Organisation du premier Forum régional des énergies durables qui s’est déroulé du 28 au 30 mai 2018 à Balaclava, Maurice,. La deuxième édition a eu lieu en avril 2019 à La Réunion .

#### Entrepreneuriat et économie circulaire
En décembre 2019, la COI organise le premier Forum Eco.Actions à Maurice,. Un concours destiné aux jeunes entrepreneurs et porteurs de projet avait pour thème l’économie circulaire et la lutte contre la pollution plastique marine est organisé en parallèle : le Blue Champion Award.
- Lauréat catégorie « Meilleur concept innovant » : Rick Bonnier, pour Clean Ocean[21]
- Lauréate catégorie « Meilleur entrepreneur de l’économie bleue » : Oozeerally Haadeeyah, pour RIPE Mauritius[22]

Ce concours était ouvert aux natifs et/ou aux résidents des îles d’Afrique et de l’océan Indien : le Cap-Vert, les Comores, la Guinée-Bissau, Madagascar, les Maldives, Maurice, La Réunion, Sao Tomé-et-Principe et les Seychelles.

#### Adaptation au changement climatique
En 2019, le premier portail régional du changement climatique de l’Indianocéanie voit le jour. Ce portail centralise les informations et données liées aux changements climatiques affectant la région.

#### Santé publique
L’action en santé publique s’articule autour du Réseau SEGA-One Health (créé en 2009) coordonné par l’Unité de Veille sanitaire de la COI. Ce réseau regroupe plus de 250 professionnels de santé humaine, animale et environnementale. 
En 2020, un appui a été apporté aux États membres pour faire face à l’épidémie de coronavirus (Covid-19) via le plan d’urgence financé par l’AFD à hauteur de 4.5 millions d’euros,.

#### Culture
En 2018, la COI créée le prix Indianocéanie, appel à écritures ouvert aux écrivains de l'union des Comores, La Réunion, Madagascar, Maurice et les Seychelles. L’édition 2018 est remportée à titre posthume par le Malgache Jean-Pierre Haga Andriamampandry pour son roman Le jumeau,. En 2019, la Mauricienne Davina Ittoo remporte le prix pour son roman Misère ,. En 2021, la Mauricienne Sharon Paul remporte la 3ème édition pour son roman Le Cantique du rasta. En 2023, une édition Jeunesse est lancée, c'est “Mo: le destin de Kariko”, un conte rédigé par un groupe d’élèves du collège Lady Sushil Ramgoolam SSS de Maurice, qui est primé.